# 肯德爾教區教堂

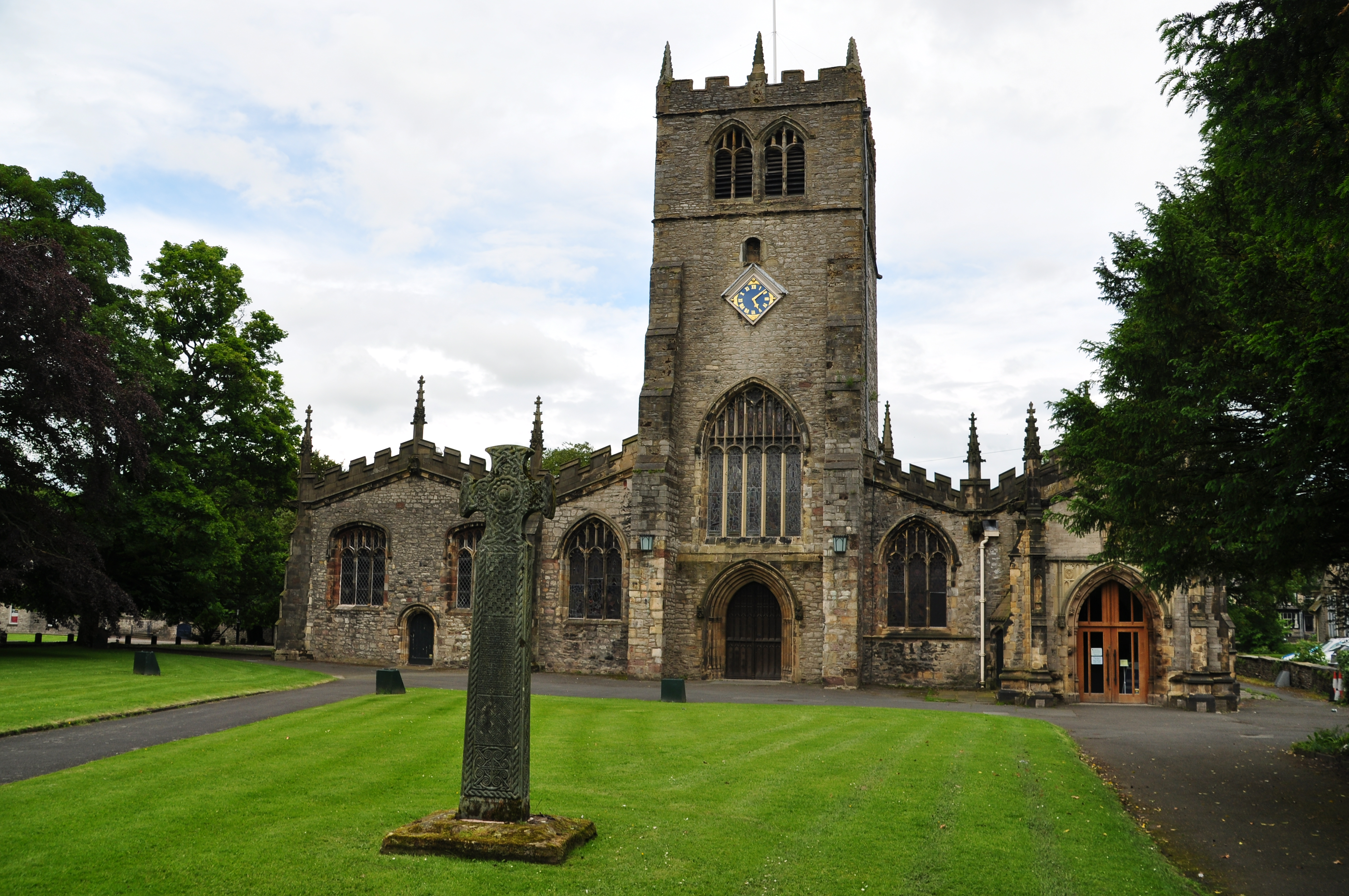
肯德爾教區教堂

肯德爾教區教堂（英語：Kendal Parish Church），又稱聖三一教堂（因教堂奉獻給聖三一），是英國英格蘭肯德爾的一座聖公會的教區教堂。這座教堂也是英國的I級登錄建築。這裡自盎格魯-薩克遜時期就已經有教堂存在。